# Abdulkerim Alizade
Pour les articles homonymes, voir Alizade.

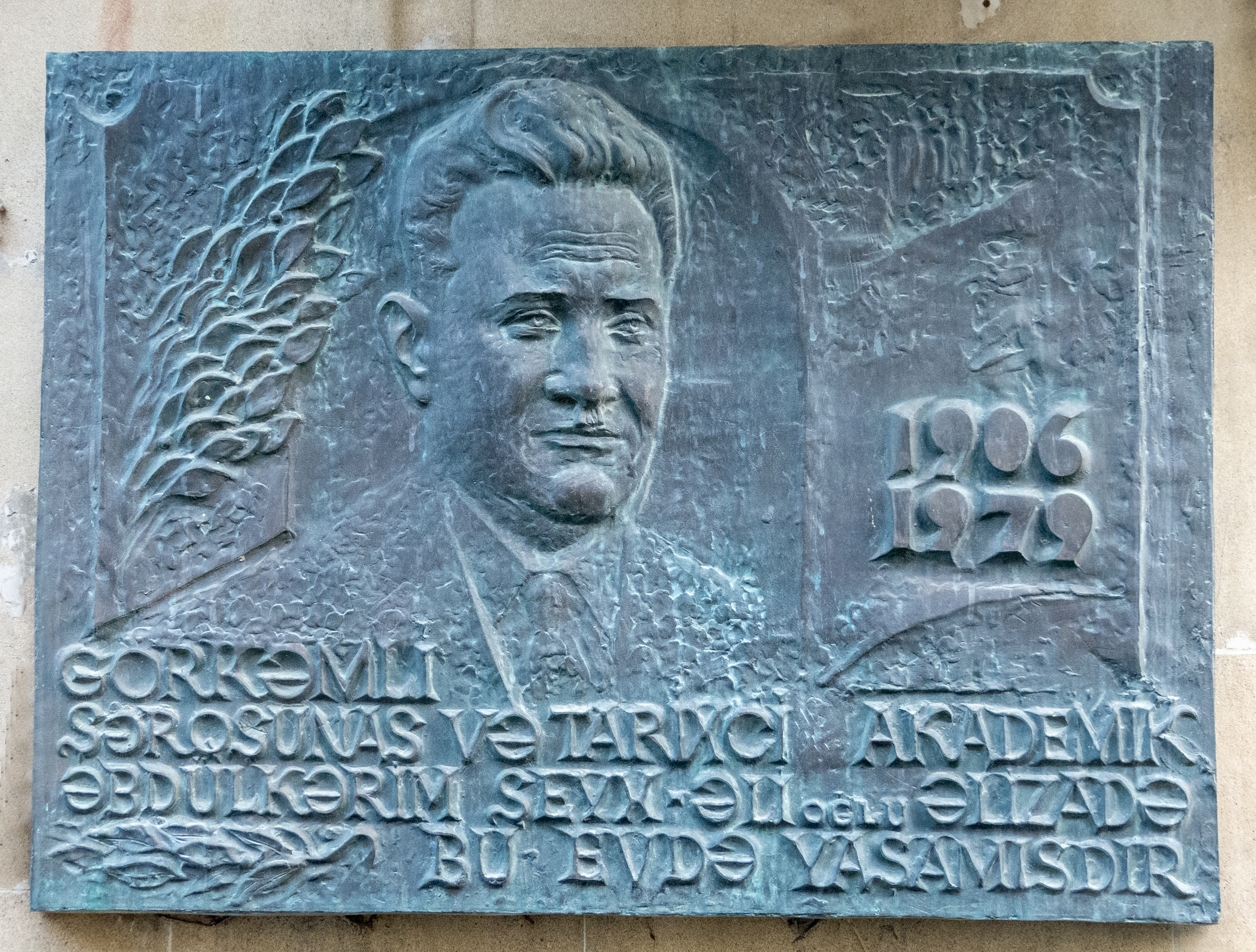
Memorial plaque Alizade

Abdulkerim Alizada (en azéri : Əbdülkərim Əli oğlu Əlizadə, né le 11 janvier 1906 a Bilgəh et mort le 3 décembre 1979 à Bakou) est un historien azerbaïdjanais, orientaliste, académicien.

## Biographie
En 1927, A. Alizada est envoyée à l'Institut oriental de Leningrad et en sort diplômée en 1930. En 1935, il obtient le diplôme de docteur en philosophie. En 1935-1941. a travaillé à l'Institut d'études orientales de l'Académie des sciences de l'URSS - en même temps à l'Institut oriental de Leningrad et à l'Université d'État de Leningrad.
A. Alizada a reçu en 1954 le diplôme de docteur en sciences historiques et un an plus tard, il a été élu membre à part entière de l'Académie des sciences d'Azerbaïdjan.

## Carrière
En 1941-1963 Abdulkarim Alizada travaille comme chercheur en chef à la branche azerbaïdjanaise de l'Institut d'histoire de l'Académie des sciences de l'URSS, chef du département d'histoire ancienne et médiévale de l'Institut d'histoire et de philosophie, académicien-secrétaire du Département des sciences sociales de l'Académie des sciences d'Azerbaïdjan. En 1958-1963 il est le premier directeur de l'Institut d'études orientales de l'Académie des sciences d'Azerbaïdjan.
De 1963 jusqu'à la fin de sa vie, A. Alizada dirige le Département des sciences textuelles et de la publication des sources de l'Institut des études orientales de l'Académie des sciences d'Azerbaïdjan.
L'académicien A. Alizada, avec Petrushevsky,  jette les bases de l'étude historique de l'Azerbaïdjan au Moyen Âge. Il fait des recherches sur l'histoire de l'Azerbaïdjan et des pays du Moyen-Orient des périodes seldjoukide et mongole. Publié en 1956, une monographie importante du scientifique intitulée Histoire socio-économique et politique de l'Azerbaïdjan aux XIII-XIV siècles (en russe) et plus de 60 travaux scientifiques du scientifique sont d'une grande importance dans l'étude de l'histoire médiévale de l'Azerbaïdjan et des pays voisins de l'Est. Des dizaines de candidats et docteurs en sciences  défendent leur thèses et doctorats sous sa directionAzərbaycan Sovet Ensiklopediyası.

## Mérites
A. Alizada participe au congrès des orientalistes à Munich (1957), Moscou (1960), Téhéran (1966, 1969), Ankara (1961, 1970), Varsovie (1955), Tabriz (1969) et à d'autres réunions scientifiques. Il apporte les innovations et les réalisations de la science historique de l'Azerbaïdjan aux scientifiques du monde.
Pour ses mérites scientifiques, A. Alizada reçoit le prix d'État de l'URSS (1948), le titre honorifique de  Scientifique honoré (1960), le Prix d'État d'Az. URSS (1978). On lui décerne l'Ordre du Drapeau rouge, Pour la défense du Caucase, Pour le travail vaillant pendant la Grande Guerre patriotique, Insigne d'honneur.